# Lac Kozjak
Le lac Kozjak (en macédonien : езеро Козјак) est un lac artificiel formé par le barrage du même nom, situé dans le nord-ouest de la Macédoine du Nord, dans la région du Polog, dans la commune de Makedonski Brod. 

## Présentation
Il a été créé dans les années 2000 grâce à un barrage hydroélectrique sur la Treska. Il fait 32 kilomètres de long et 130 mètres de profondeur maximale. Il se trouve à 469,9 mètres d'altitude et contient 380 millions de m³ d'eau. C'est une grande réserve de poissons et le plus grand lac artificiel du pays.
Les travaux du barrage ont commencé en 1994, le remplissage du lac en 2003 et la centrale hydroélectrique est entrée en fonction en 2004. La centrale a deux turbines d'une capacité nominale de 41 mégawatts chacune,.

### Barrage de Kozjak
Il s'agit d'un barrage en enrochement, pour l'hydroélectricité et le contrôle de crues, d'une hauteur de 130 m.